# Medalla per la Conquesta de Berlín
La Medalla per la Conquesta de Berlín (Rus: Медаль «За взятие Берлина» – Transliterat: Medal "Za vsyatie Berlina") és una medalla de la Guerra Ofensiva de la Gran Guerra Patriòtica, creada el 9 de juny de 1945 per Stalin i atorgada a tots els soldats de l'Exèrcit Roig, Marina, Tropes del Ministeri de l'Interior (MVD) i Tropes del Comitè de Seguretat de l'Estat (KGB) que van participar en la batalla de Berlín del 22 d'abril al 2 de maig de 1945.
Penja a l'esquerra del pit, i se situa després de la Medalla per la Conquesta de Viena.
Va ser atorgada sobre un milió cent mil vegades. 600 soldats van ser nomenats Heroi de la Unió Soviètica, i 13 van rebre l'estrella d'or dues vegades (prop de 2,5 milions d'homes van prendre part en la batalla, juntament amb 6.250 tancs, 7.500 avions i 42.000 peces d'artilleria). L'any 2003 encara es condecorà a un veterà de la batalla, Anatoly Zelentsovu, d'Armènia, que va resultar ferit en la batalla i per diversos motius no la va rebre.
El 19 d'abril de 1945,el General d'Exèrcit Hrulev, ordenà al Comitè Tècnic d'Intendència elaborar els projectes de les medalles per la conquesta i l'alliberament de les ciutats fora dels límits de l'URSS. El 24 d'abril ja es presentaren els primers esbossos, i el 30 s'examinaren uns 116 dibuixos. D'entre els projectes escollits el gravador B. Andrianov va fer proves en metall el 3 de maig. L'autor del projecte definitiu va ser el pintor A.I. Kuznetsov, autor també d'altres condecoracions.
Segons decret de 5 de febrer de 1951, un cop traspassava el posseïdor la família es quedava amb la medalla i el seu certificat.

## Disseny
És una medalla de coure amb la inscripció ЗА ВЗЯТИЕ БЕРЛИНА ("La Conquesta de Berlín") a la part superior. A sota hi ha una corona de fulles de roure i a la punta superior hi ha una estrella. Al revers hi ha la inscripció "2 МАЯ 1945" (2 maig 1945) i una estrella de 5 puntes.
Es suspèn sobre un galó pentagonal amb dues franges vermelles als costats de 6mm d'ample, i al mig, hi ha el galó de l'Orde de Glòria (tres franges negres separades per dues taronges, totes de la mateixa mida) de 12mm d'ample